# Ezzedine Gannoun
Œuvres principales
- Nwassi
- Amour d'automne
- Otages
- Monstranum's

Ezzedine Gannoun, né le 5 janvier 1953 et mort le 29 mars 2015, est un metteur en scène et comédien tunisien.

## Biographie
Après avoir obtenu une licence de théâtre à la Sorbonne en 1980, Ezzedine Gannoun fonde en 1985 la troupe du théâtre organique, inspirée du concept de l'« intellectuel organique » du théoricien italien Antonio Gramsci.
Il tient la direction du théâtre El Hamra à Tunis jusqu'en 2015. Gannoun est l'une des grandes figures du théâtre tunisien et arabe.
Militant et fondateur du Centre arabo-africain de formation et de recherches théâtrales fondé en 2001 et hébergé à El Hamra, il contribue à former plusieurs générations de jeunes artistes venus de tous horizons (Syrie, Égypte, Jordanie, Palestine, Maroc, Sénégal, Burkina Faso, Bénin, Nigeria et Mali) à travers des stages annuels de jeu et de dramaturgie.

## Œuvres principales

### Metteur en scène
- Al Safka (الصّفقة)
- Amour d'automne (حبّ في الخريف)
- 1988 : Eddalia
- 1992 : Gamra Tah
- 1994-1995 : L'Ascenseur
- 1996-1997 : Tyour Ellil (طيور اللّيل)
- 2000-2001 : Nwassi (نواصي)
- 2006-2007 : Otages (رهائن) avec un texte de Leila Toubel
- 2011 : The End (آخر ساعة) avec un texte de Leila Toubel
- 2013 : Monstranum's (غيلان) avec un texte de Leila Toubel

### Comédien
- 2000 : La Saison des hommes de Moufida Tlatli : Saïd
- 2003 : L'Odyssée de Brahim Babaï
- 2014 : A Cappella de Nidhal Guiga